# Kanton Noyant
Der Kanton Noyant war von 1790 bis 2015 ein französischer Wahlkreis im Arrondissement Saumur, im Département Maine-et-Loire und in der Region Pays de la Loire; sein Hauptort war Baugé-en-Anjou.
Im Zuge der Umorganisation im Jahr 2015 wurde der Kanton aufgelöst und seine Gemeinden dem Kanton Beaufort-en-Vallée zugeteilt.
Der Kanton Noyant umfasste Wahlberechtigte aus folgenden 13 Gemeinden:
| Gemeinde               | Einwohner Jahr | Fläche km² | Bevölkerungsdichte | Code INSEE | Postleitzahl |
| ---------------------- | -------------- | ---------- | ------------------ | ---------- | ------------ |
| Auverse                | 447 (2013)     | –          | – Einw./km²        | 49013      | 49490        |
| Breil                  | 277 (2013)     | –          | – Einw./km²        | 49044      | 49490        |
| Broc                   | 313 (2013)     | –          | – Einw./km²        | 49052      | 49490        |
| Chalonnes-sous-le-Lude | 135 (2013)     | –          | – Einw./km²        | 49062      | 49490        |
| Chavaignes             | 97 (2013)      | –          | – Einw./km²        | 49087      | 49490        |
| Chigné                 | 308 (2013)     | –          | – Einw./km²        | 49098      | 49490        |
| Dénezé-sous-le-Lude    | 306 (2013)     | –          | – Einw./km²        | 49122      | 49490        |
| Genneteil              | 335 (2013)     | –          | – Einw./km²        | 49150      | 49490        |
| Lasse                  | 289 (2013)     | –          | – Einw./km²        | 49173      | 49490        |
| Linières-Bouton        | 78 (2013)      | –          | – Einw./km²        | 49175      | 49490        |
| Meigné-le-Vicomte      | 308 (2013)     | –          | – Einw./km²        | 49197      | 49490        |
| Méon                   | 265 (2013)     | –          | – Einw./km²        | 49202      | 49490        |
| Noyant                 | 1879 (2013)    | –          | – Einw./km²        | 49228      | 49490        |
| Parçay-les-Pins        | 919 (2013)     | –          | – Einw./km²        | 49234      | 49390        |
| La Pellerine           | 158 (2013)     | –          | – Einw./km²        | 49237      | 49490        |